# Artur Avila
Artur Avila Cordeiro de Melo (Rio de Janeiro, 29 de junho de 1979) é um matemático brasileiro, naturalizado francês. É conhecido por ter sido o primeiro lusófono a receber a Medalha Fields, prêmio oferecido a matemáticos com até 40 anos de idade e considerado equivalente ao Prêmio Nobel (já que o Prêmio Nobel não premia cientistas na área da matemática). Além da Medalha Fields, ele recebeu diversas outras honrarias, como a Legião de Honra da França, ao lado da enfermeira francesa do Médicos Sem Fronteiras que sobreviveu ao ebola, o escritor Patrick Modiano e o economista Thomas Piketty. Vive, atualmente, entre o Rio de Janeiro e a França e possui contribuições em diversas áreas, sendo sua principal área de atuação sistemas dinâmicos. Desde agosto de 2018 é professor na Universidade de Zurique na Suíça.

## Carreira

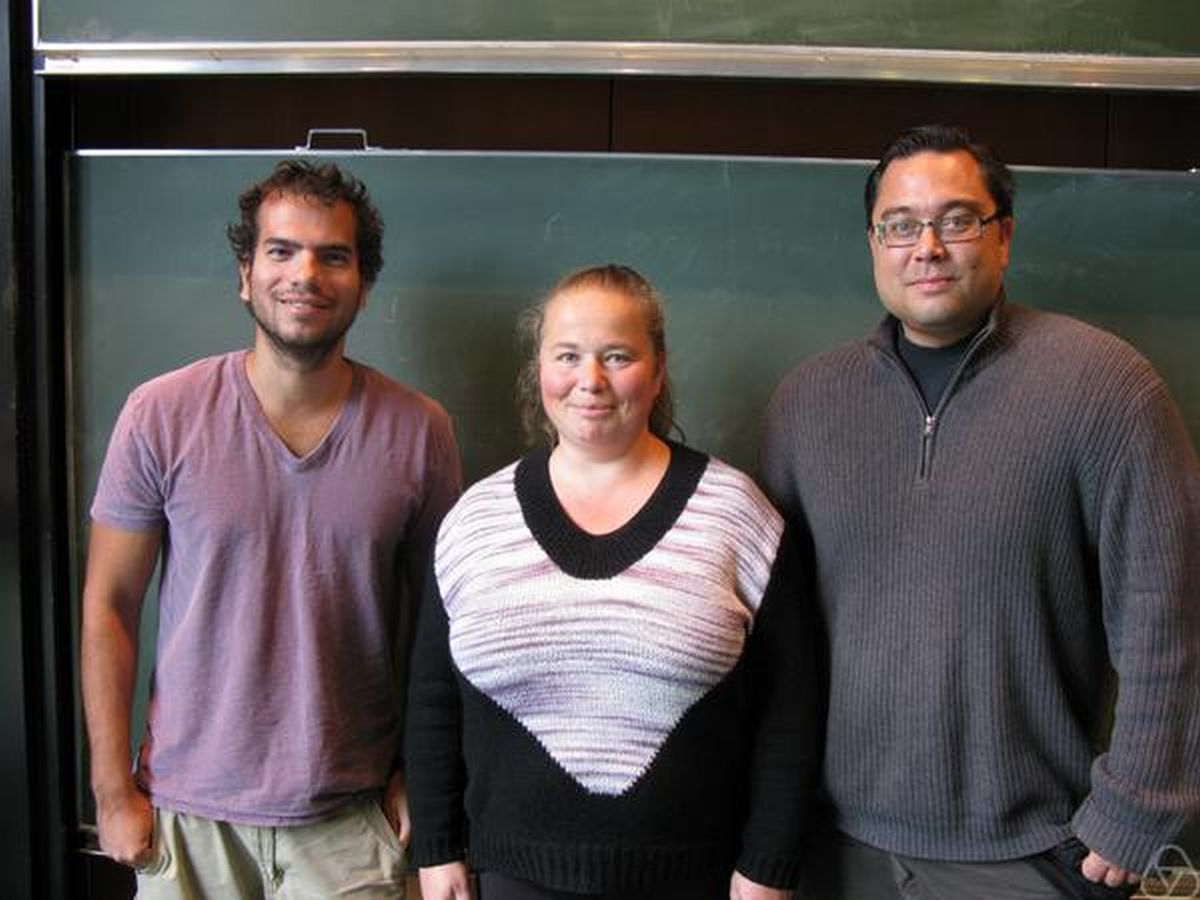
Avila com Svetlana Jitomirskaya e David Damanik, do Instituto de Pesquisas Matemáticas de Oberwolfach

Estudou no Colégio de São Bento e no Colégio Santo Agostinho no Rio de Janeiro. Depois de várias tentativas frustradas, conquistou a medalha de ouro na Olimpíada Internacional de Matemática em 1995 e acabou chamando a atenção de Wellington de Melo, professor do IMPA. Ainda no ensino médio, Ávila concluiu o mestrado no Instituto Nacional de Matemática Pura e Aplicada (IMPA) e iniciou o doutorado na mesma instituição concomitantemente com a graduação na Universidade Federal do Rio de Janeiro (UFRJ). Aos 19 anos começou sua tese de doutorado baseada na teoria de sistemas dinâmicos finalizada em 2001. Ele trabalha nas áreas de dinâmica unidimensional e holomorfa. Durante sua tese Ávila viajou a Paris onde aprendeu francês e se candidatou ao concurso do CNRS, sendo rejeitado em duas oportunidades (em 2001 e 2002), entretanto um pesquisador conhecido facilitou seu acesso a um cargo de pós-graduação na instituição. Ingressou no CNRS em 2003, onde chegou, em 2008, ao título de diretor de pesquisa, com apenas 29 anos. Seu orientador de pós-doutorado foi Jean-Christophe Yoccoz.
Considerado um prodígio desde a adolescência, em 2005, aos 26 anos, Artur tornou-se conhecido entre os matemáticos por conseguir provar a "Conjectura dos dez martínis", problema proposto em 1980 pelo norte-americano Barry Simon. Simon prometeu pagar dez doses de martini a quem explicasse sua teoria sobre o comportamento dos "Operadores de Schrödinger", ferramentas matemáticas ligadas à física quântica. Artur solucionou o problema junto com a matemática Svetlana Jitomirskaya e ganhou de presente algumas rodadas de martini.
Dentre outros, Avila trabalhou com Marcelo Viana, Mikhail Lyubich e Jean-Christophe Yoccoz. Em 2005 provou com Viana uma hipótese de Maxim Kontsevich e Anton Zorich sobre os expoentes de Lyapunov do fluxo de Teichmüller sobre o espaço módulo de diferenciais de Abel sobre superfícies de Riemann compactas (isto é, que os expoentes de Lyapunov não triviais são todos distintos).
Apresentou em 2017 a Łojasiewicz Lecture com o título One-frequency Schrödinger operators and the almost reducibility conjecture. Desde agosto de 2018 atua como professor na Universidade de Zurique na Suíça.

## Honrarias
Avila foi agraciado com o Prêmio Salem em 2006, o Prêmio EMS em 2008 e o Prix Jacques Herbrand de 2009. Foi convidado para apresentar uma conferência plenária no Congresso Internacional de Matemáticos de 2010. Recebeu o Prêmio Michael Brin em Sistemas Dinâmicos de 2011. Em 2014 recebeu a Medalha Fields, láurea voltada para jovens matemáticos que é considerada o "Prêmio Nobel" da matemática, pelos seus trabalhos em teoria de sistemas dinâmicos, tornando-se o primeiro cientista latino-americano e lusófono a conquistar tal distinção. Em 1° de janeiro de 2015 foi nomeado cavaleiro da Legião de Honra da França, que lhe foi concedida como título excepcional já que Avila não tinha os 20 anos mínimos de carreira exigidos para receber a honraria. Em 2014, 1926 pessoas foram distinguidas com um título civil e 965 com um título militar. Em dezembro de 2017 foi premiado na 17 edição do prêmio Personalidade pela Câmera de Comércio França-Brasil.

## Publicações selecionadas
- com M. Viana: Simplicity of Lyapunov spectra: proof of the Zorich-Kontsevich conjecture. Acta Math. 198 (2007), no. 1, 1–56.
- com S. Jitomirskaya: The Ten Martini Problem. Ann. of Math. (2) 170 (2009), no. 1, 303–342.
- com Raphaël Krikorian: Reducibility or non-uniform hyperbolicity for quasiperiodic Schrödinger cocycles, Annals of Mathematics, Volume 164, 2006, p. 911–940, Arxiv
- com J. Kahn, M. Lyubikh, W. Shen: Combinatorial rigidity for unicritical polynomials. Ann. of Math. (2) 170 (2009), no. 2, 783–797.
- Dynamics of renormalization operators. Proceedings of the International Congress of Mathematicians. Volume I, 154–175, Hindustan Book Agency, New Delhi, 2010. pdf
- Global theory of one-frequency Schrödinger operators. Acta Math. 215 (2015), no. 1, 1–54.
- com Amie Wilkinson, Sylvain Crovisier: Diffeomorphisms with positive metric entropy, Arxiv 2014